# Polvos

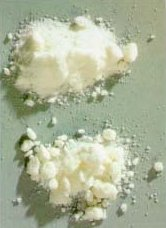
Polvo de cocaína.

Los polvos (-en plural-, en oposición a polvo -en singular-) es un estado de la materia basado en sólido, que tiene forma de pequeñas partículas, generalmente menores a una décima de milímetro (100 micras).

## Superficie específica
Los polvos ocupan una gran superficie. Esto permite una rápida interacción con el medio de dispersión, por lo general el aire o un líquido. Por ejemplo, la reducción de trigo en forma de polvo (comida, harina) permite una mejor mezcla con el aceite o agua, por ejemplo, la preparación de una pasta en cocina.
Esa superficie específica confiere a los polvos una gran reactividad. Con frecuencia se reducen los reactivos, o los catalizadores sólidos a forma de polvos para acelerar una reacción.
Hay que tener en cuenta el caso especial de oxidación por el oxígeno del aire. Este tipo de oxidación es una reacción de superficie, que es exotérmica. En el caso de un sólido masivo, la superficie de contacto aire/sólido es pequeña, por lo tanto la reacción es lenta y el calor liberado se distribuye en rápidamente en el sólido y es evacuado por el aire, siendo la elevación de temperatura muy pequeña.
Sin embargo, en el caso de los polvos, la superficie de contacto es muy grande, por lo que la reacción es muy rápida o incluso violenta; por otro lado siendo la masa de los granos muy pequeña, aumenta mucho su temperatura, lo que puede causar una fuerte aceleración de la reacción.
Por lo tanto, puede existir un riesgo de explosión, hecho que puede ocurrir especialmente en silos de grano, en las minas (el llamado golpe de polvo) y en la manipulación de metales en polvo.

## Granulometría (Tamaño de las partículas)
Los polvos se caracterizan por su granulometría, es decir, la distribución estadística del tamaño de sus partículas. La curva que representa el número de granos con un diámetro dado, o el volumen que representa los granos que tienen un diámetro dado (suponiendo unos granos esféricos).
En el caso más simple, tenemos una distribución unimodal, es decir que los granos tienen casi todos el mismo diámetro, la distribución del tamaño de partículas forma una curva de campana. Pero también se puede tener una distribución bimodal (dos tamaños diferentes de granos) o incluso más compleja.